# شاه رستم (باغ صفا)
شاه رستم (بالفارسية: شاه رستم) هي قرية تقع في إيران في قسم باغ صفا الريفي. يقدر عدد سكانها بـ 358 نسمة بحسب إحصاء 2016.